# Potatisspindelknölviroid
Potatisspindelknölviroid (Potato spindle tuber viroid; standardförkortning: PSTVd) var den första viroiden som identifierades. PSTVd är en liten, cirkulär RNA-molekyl nära relaterad till krysantemumstuntviroid. Dess naturliga värdar är potatis (Solanum tuberosum) och tomater (Solanum lycopersicum). Alla potatisar och tomater är mottagliga för PSTVd, och det finns ingen form av naturlig motståndskraft. Naturliga infektioner har också setts i avokado, och infektioner i andra potatisväxter (Solanaceae) har studerats i laboratorium.

## Stammar och deras symptom
Olika stammar av PSTVd existerar och symptom varierar från milt till svårt. Milda stammar ger inga tydliga symtom. Symptom i svåra stammar är beroende av miljöförhållanden och är mest allvarliga i varma miljöer. Symptomen kan vara milda i de första infektionerna men blir successivt sämre i efterkommande generationer. Vanliga symptom på svåra infektioner är färgförändringar i lövverket och mindre blad. Groning sker också med en långsammare takt än i opåverkade potatisar. Infekterade tomater är långsammare med att visa symptom, som innefattar hämmad tillväxt med en ”knölig” topp orsakad av förkortade internoder. Bladen blir gula eller lila och ofta krusade och tvinnade. Nekros inträffar så småningom i venerna i de nedersta bladen och mellanbladen. De översta bladen dör inte utan minskar i storlek. Fruktmognad påverkas också och leder till hårda, små, mörkgröna tomater.
Långväga spridning av PSTVd sker vanligtvis via infekterade frön, men överföring via bladlöss (Myzus persicae) förekommer också men endast i närvaro av PLRV (potatisbladrullvirus). Mekanisk överföring förekommer också vid introducering till ett område.

## Primär och sekundär struktur av PSTVd
PSTVd innehåller 359 nukleotider.
| Primär struktur |
| 1 CGGAACUAAA CUCGUGGUUC CUGUGGUUCA CACCUGACCU CCUGAGCAGA AAAGAAAAAA 61 GAAGGCGGCU CGGAGGAGCG CUUCAGGGAU CCCCGGGGAA ACCUGGAGCG AACUGGCAAA 121 AAAGGACGGU GGGGAGUGCC CAGCGGCCGA CAGGAGUAAU UCCCGCCGAA ACAGGGUUUU 181 CACCCUUCCU UUCUUCGGGU GUCCUUCCUC GCGCCCGCAG GACCACCCCU CGCCCCCUUU 241 GCGCUGUCGC UUCGGCUACU ACCCGGUGGA AACAACUGAA GCUCCCGAGA ACCGCUUUUU 301 CUCUAUCUUA CUUGCUUCGG GGCGAGGGUG UUUAGCCCUU GGAACCGCAG UUGGUUCCU |
| Sekundär struktur |
| Förmodad sekundär struktur av PSTVd-viroiden |

De nukleotider som är markerade finns i de flesta andra viroider.